# Danuta Łomaczewska
Danuta Barbara Łomaczewska (ur. 27 października 1928 w Warszawie, zm. 28 sierpnia 2009 tamże) - dziennikarka, artystka-fotografik, literat
Ukończyła w Warszawie studia dziennikarskie, filologiczne i dramaturgiczne. Jako fotograf współpracowała przez szereg lat z PAP i Centralną Agencją Fotograficzną. Była członkiem ZAIKS-u, Związku Literatów Polskich, Związku Polskich Artystów Fotografików, Stowarzyszenia Dziennikarzy Polskich. Znawczyni problematyki kresowej. Była członkiem założycielem i wieloletnim działaczem Towarzystwa Miłośników Lwowa i Kresów Południowo-Wschodnich (TMLiKPW), inicjatorką wznowionej w podziemiu Biblioteki Lwowskiej, wieloletnią redaktorką wydawanego przez Oddział Stołeczny TMLiKPW Biuletynu Informacyjnego, autorką wielu artykułów o tematyce kresowej. W latach osiemdziesiątych swoje prace sygnowała pseudonimem Jerzy Wereszyca. W 1971 r. sfotografowała Cmentarz Obrońców Lwowa, zniszczony przez sowieckie czołgi, za co została zatrzymana przez Służbę Bezpieczeństwa. Po paru tygodniach zwolniona z aresztu w wyniku interwencji gen. Romana Abrahama. 
Odznaczona Krzyżem Obrony Lwowa przez gen. Romana Abrahama i Mieczysława Borutę-Spiechowicza. Była członkiem honorowym Bractwa Orląt Lwowskich a także Związku Piłsudczyków. Uhonorowana przez Urząd do spraw Kombatantów i Osób Represjonowanych medalem Pro-Memoria za utrwalanie pamięci o ludziach i czynach w walce o niepodległość.
Pochowany na cmentarzu Powązkowskim (kwatera 284c wprost-2-29).

## Publikacje
- Chłopcy z jednej rodziny. Aleksander Baumgardten i Danuta Łomaczewska, Czytelnik, 1953.
- Jerzy Wereszyca, Józef Piłsudski i Lwów - Biblioteka Lwowska - Pokolenie, wydawca Oficyna Wydawnicza „Pokolenie”, 1989
- Przewodnik po Cmentarzu Obrońców Lwowa, Oficyna Wydawnicza "Pokolenie", 1989
- Jerzy Wereszyca, Semper Fidelis. Wiersze o Lwowie Warszawa 1987.
- Leopolis. Dzieje i kultura Lwowa. Praca zbiorowa, Warszawa 1988.
- Serce wydarte z polskiej piersi. Lwów w poezji. Zebrała i opracowała Danuta B. Łomaczewska (Jerzy Wereszyca). Warszawa 1993. Wydawnictwo Pokolenie i Oficyna Wydawnicza RYTM, Warszawa 1992.
- Stanisław Ostrowski, Dnie pohańbienia 1939–1941. Wspomnienia. Opracowała Danuta B. Łomaczewska. Warszawa 1997 (wersja elektroniczna:  - dostęp 2013-08-28).
- Roman Abraham (wersja elektroniczna:  - dostęp 2013-08-28)
- Album zdjęć Władysława Bartoszewskiego. Inc.: "Otwarcie wystawy "Dedykacje" dn. 27. V. 1972...", aut. Danuta Łomaczewska, Zbigniew Pamaski, Witold J. Szulecki, wyd. grono członków Polskiego PEN Clubu, 2002